# Villebon-sur-Yvette
Villebon-sur-Yvette és un municipi francès, situat al departament de l'Essonne i a la regió de Illa de França. L'any 2007 tenia 9.637 habitants.
Forma part del cantó de Les Ulis i del districte de Palaiseau. I des del 2016 de la Comunitat d'aglomeració París-Saclay.

## Demografia

### Població
El 2007 la població de fet de Villebon-sur-Yvette era de 9.637 persones. Hi havia 3.932 famílies, de les quals 1.184 eren unipersonals (516 homes vivint sols i 668 dones vivint soles), 1.064 parelles sense fills, 1.348 parelles amb fills i 336 famílies monoparentals amb fills.
La població ha evolucionat segons el següent gràfic:
Habitants censats

### Habitatges
El 2007 hi havia 4.164 habitatges, 4.006 eren l'habitatge principal de la família, 39 eren segones residències i 119 estaven desocupats. 2.048 eren cases i 2.062 eren apartaments. Dels 4.006 habitatges principals, 2.581 estaven ocupats pels seus propietaris, 1.297 estaven llogats i ocupats pels llogaters i 128 estaven cedits a títol gratuït; 306 tenien una cambra, 556 en tenien dues, 871 en tenien tres, 937 en tenien quatre i 1.336 en tenien cinc o més. 3.231 habitatges disposaven pel capbaix d'una plaça de pàrquing. A 1.959 habitatges hi havia un automòbil i a 1.676 n'hi havia dos o més.

### Piràmide de població
La piràmide de població per edats i sexe el 2009 era:
| Homes | Edats   | Dones |
| ----- | ------- | ----- |
| 8     | 95 o +  | 8     |
| 4     | 90 a 94 | 28    |
| 20    | 85 a 89 | 28    |
| 28    | 80 a 84 | 48    |
| 76    | 75 a 79 | 80    |
| 116   | 70 a 74 | 144   |
| 152   | 65 a 69 | 192   |
| 216   | 60 a 64 | 232   |
| 256   | 55 a 59 | 252   |
| 368   | 50 a 54 | 372   |
| 364   | 45 a 49 | 384   |
| 312   | 40 a 44 | 380   |
| 428   | 35 a 39 | 460   |
| 344   | 30 a 34 | 364   |
| 360   | 25 a 29 | 372   |
| 272   | 20 a 24 | 232   |
| 358   | 15 a 19 | 292   |
| 380   | 10 a 14 | 356   |
| 352   | 5 a 9   | 288   |
| 252   | 0 a 4   | 220   |

## Economia
El 2007 la població en edat de treballar era de 6.757 persones, 5.118 eren actives i 1.639 eren inactives. De les 5.118 persones actives 4.865 estaven ocupades (2.511 homes i 2.354 dones) i 253 estaven aturades (132 homes i 121 dones). De les 1.639 persones inactives 525 estaven jubilades, 786 estaven estudiant i 328 estaven classificades com a «altres inactius».

### Ingressos
El 2009 a Villebon-sur-Yvette hi havia 3.892 unitats fiscals que integraven 9.434 persones, la mediana anual d'ingressos fiscals per persona era de 27.457 €.

### Activitats econòmiques
Dels 929 establiments que hi havia el 2007, 3 eren d'empreses extractives, 6 d'empreses alimentàries, 21 d'empreses de fabricació de material elèctric, 1 d'una empresa de fabricació d'elements pel transport, 35 d'empreses de fabricació d'altres productes industrials, 70 d'empreses de construcció, 243 d'empreses de comerç i reparació d'automòbils, 31 d'empreses de transport, 32 d'empreses d'hostatgeria i restauració, 92 d'empreses d'informació i comunicació, 53 d'empreses financeres, 37 d'empreses immobiliàries, 205 d'empreses de serveis, 64 d'entitats de l'administració pública i 36 d'empreses classificades com a «altres activitats de serveis».
Dels 127 establiments de servei als particulars que hi havia el 2009, 1 era una oficina de correu, 2 oficines bancàries, 1 funerària, 11 tallers de reparació d'automòbils i de material agrícola, 2 tallers d'inspecció tècnica de vehicles, 5 establiments de lloguer de cotxes, 12 paletes, 12 guixaires pintors, 7 fusteries, 11 lampisteries, 12 electricistes, 7 empreses de construcció, 8 perruqueries, 1 veterinari, 2 agències de treball temporal, 20 restaurants, 11 agències immobiliàries, 1 tintoreria i 1 saló de bellesa.
Dels 52 establiments comercials que hi havia el 2009, 1 era, 2 supermercats, 2 botiges de menys de 120 m², 4 fleques, 1 una fleca, 1 una carnisseria, 2 llibreries, 12 botigues de roba, 3 botigues d'equipament de la llar, 2 sabateries, 3 botigues d'electrodomèstics, 5 botigues de mobles, 3 botigues de material esportiu, 2 botigues de material de revestiment de parets i terra, 3 perfumeries, 3 joieries i 3 floristeries.
L'any 2000 a Villebon-sur-Yvette hi havia 3 explotacions agrícoles.

## Equipaments sanitaris i escolars
Els 3 equipaments sanitaris que hi havia el 2009 eren farmàcies.
El 2009 hi havia 3 escoles maternals i 3 escoles elementals. A Villebon-sur-Yvette hi havia 2 col·legis d'educació secundària i 1 liceu d'ensenyament general. Als col·legis d'educació secundària hi havia 861 alumnes i als liceus d'ensenyament general 145.
Villebon-sur-Yvette disposava d'un centre de formació no universitària superior.

## Poblacions més properes
El següent diagrama mostra les poblacions més properes.